# Saint-Martial-de-Valette
 Saint-Martial-de-Valette  (en occitano Sent Marçau de Valeta) es una población y comuna francesa, situada en la región de Aquitania, departamento de Dordoña, en el distrito de Nontron y cantón de Nontron.

## Demografía
| 841 | 806 | 788 | 747 | 855 | 790 |
| Para los censos de 1962 a 1999 la población legal corresponde a la población sin duplicidades (Fuente: INSEE [Consultar]) |     |     |     |     |     |